# Antonio Beccari
Antonio Beccari detto anche del Beccaio (Ferrara, 1315 – Ferrara, 1373 circa) è stato un poeta italiano.
Antonio Beccari, che nei codici viene trascritto come "Maestro Antonio da Ferrara", fu corrispondente di molti illustri letterati, tra i quali Petrarca, e poeta cortigiano del Trecento. Egli si rifà al dolce stil novo e ai modi della poesia realistica che rispecchia la precarietà della sua condizione esistenziale.

## Biografia
Figlio di un beccaio, da giovane svolse studi umanistici e artistici fino a quando cattive amicizie non lo traviarono conducendolo nelle bettole e nei locali da gioco.
A causa di una rissa accaduta a Bologna, nella quale Beccari ferì il giullare Jacopo Salimbeni, venne allontanato temporaneamente dalla città emiliana.
Sospinto sia da una condizione di indigenza sia dalla necessità di ottenere protezione, vagabondò nell'Italia Centrale e Settentrionale, a Ravenna dai Da Polenta e ai riminesi Malatesta (1353-1355), soggiornando anche a Venezia (1354) e a Firenze (1360).
La tradizione manoscritta del Trecento e del Quattrocento gli ha attribuito un elevato numero di componimenti.
Egli ci ha lasciato un canzoniere, molto vario sia nel contenuto che nello stile, composto da poesie amorose, ventotto canzoni di carattere politico filo-ghibellino oltre a una cinquantina di sonetti d'occasione e a tre frottole di stile giullaresco.
La fonte di ispirazione la trasse dal contrasto fra i suoi ideali sognati e la triste e povera realtà e il disgusto dei suoi comportamenti oltre dal gusto polemico nei confronti dei potenti laici e religiosi.